# I-202
I-202 — підводний човен Імперського флоту Японії, споруджений під час Другої світової війни.

## Початок історії корабля
І-202 спорудили у 1945 році на верфі ВМФ у Куре. Він став одним з трьох представників типу Сентака (також відомий як клас I-201), головною особливістю якого була висока швидкість підводного ходу — 19 вузлів, що потребувало гігантської акумуляторної батареї.

## Бойова служба
По завершенні І-202 узявся до тренувань, під час одного з яких спробували скоротити час зарядки батарей шляхом використання більш сильного струму, що призвело до вибуху та руйнації біля п'яти сотень акумуляторних комірок, а також пошкодження корпусу. У червні 1945-го І-202 завершував ремонт на верфі ВМФ у Куре, коли почалась чергова повітряна атака на головну базу японського флоту. Човен спробував вийти в море, проте він все ще не міг занурюватись, а тому зазнав певних пошкоджень від обстрілів з літаків. Враховуючи ймовірність повторення ворожих атак, наприкінці червня І-202 у складі конвою із понад трьох десятків кораблів та суден вирушив з Куре до Майдзуру (обернене до Японського моря узбережжя Хонсю), при цьому конвой уночі пройшов через сильно заміновану протоку Сімоносекі (розділяє Хонсю та Кюсю).
У Майдзуру ремонт нарешті завершили і човен знову повернувся до тренувань та навіть прийняв на борт торпеди, готуючись до першого бойового походу. Втім, 31 липня 1945-го Майдзуру також став об'єктом атаки ворожих літаків. Хоча І-202 під час нальоту перебував у зануреному стані, проте через близькі розриви дістав ушкодження перископу, що зірвало планований вихід.
Хоча 15 серпня 1945-го імператор оголосив про капітуляцію, проте 17 серпня І-202 та ще три підводні човни вийшли з Майдзуру та утворили лінію за дві з половиною сотні кілометрів від Владивостоку. Лише після кількох спроб командуванню вдалось переконати ці субмарини повернутись до виконання наказів і 24 серпня вони прибули назад на базу.
Восени 1945-го І-202 пройшов до Сасебо (західне узбережжя Кюсю), де був переданий союзникам. 5 квітня 1946-го човен затопили у Східнокитайському морі.